# سیارک ۱۸۴۲۷۵
سیارک ۱۸۴۲۷۵ (به انگلیسی: 184275 Laffra، نامگذاری:2005AX) صد و هشتاد و چهار هزار و دویست و هفتاد و پنجمین سیارک کشف شده‌است که در ۶ ژانویه ۲۰۰۵ کشف شد.